# Tunbao (sockenhuvudort i Kina, Hubei Sheng, lat 30,38, long 109,38)
Tunbao (kinesiska: 屯堡, 屯堡乡) är en sockenhuvudort i Kina. Den ligger i provinsen Hubei, i den centrala delen av landet, omkring 470 kilometer väster om provinshuvudstaden Wuhan. Antalet invånare är 39 190. Befolkningen består av 19 291 kvinnor och 19 899 män. Barn under 15 år utgör 19,0 %, vuxna 15-64 år 68 %, och äldre över 65 år 11,0 %.
Runt Tunbao är det ganska tätbefolkat, med 185 invånare per kvadratkilometer. Närmaste större samhälle är Wuyangba, 15,9 km sydost om Tunbao. I omgivningarna runt Tunbao växer i huvudsak blandskog.
Genomsnittlig årsnederbörd är 1 580 millimeter. Den regnigaste månaden är september, med i genomsnitt 287 mm nederbörd, och den torraste är december, med 18 mm nederbörd.